# 亞歷克斯·霍克
亞歷山大·喬治·霍克（英語：Alexander George Hawke，1977年7月9日—）是一位澳洲政治人物，他的黨籍是澳洲自由黨。前澳大利亚移民、公民、移民服務和多元文化事務部長。自2007年開始，他是米切爾選區選出的澳洲眾議院的議員。他2019年至2020年曾擔任澳洲國際發展和太平洋部長兼助理國防部長。